# 高承恩 (籃球運動員)
高承恩（1999年12月23日—）為臺灣男子籃球運動員，場上位置為得分後衛，現效力於超級籃球聯賽裕隆集團。

## 生平
高承恩出身花蓮縣玉里，母親為太魯閣族人，父親擁有布農族以及阿美族血統，高承恩國小三年級進入籃球校隊，畢業於自強國中、能仁家商與健行科技大學，擁有U16亞青與U17世青國手資歷。高承恩大學時期在大二時因為大腿挫傷錯過八強賽，大三時因為右膝十字韌帶斷裂導致賽季報銷。
2022年7月高承恩參加T1聯盟新人選秀會和P. LEAGUE+新人選秀會，T1聯盟新人選秀會當天並未出席，在P. LEAGUE+新人選秀會落選，落選之後跟著臺北富邦勇士練球，並獲邀加入PLG RISING STARS出席跨聯盟籃球邀請賽，出任RISING STARS副隊長。2022年9月加盟P. LEAGUE+新北國王。
2023年7月31日，新北國王與高承恩合約到期並宣布離隊。8月11日，高承恩加盟T1聯盟臺南台鋼獵鷹。2024年1月4日，臺南台鋼獵鷹與裕隆納智捷達成球員交流共識，第21季SBL高承恩至裕隆納智捷交流。

## 生涯數據

### P. LEAGUE+
例行賽
| 賽季    | 球隊     | GP | MPG   | 2P% | 3P%   | FT% | RPG  | APG | SPG  | BPG | PPG  |
| ------- | -------- | -- | ----- | --- | ----- | --- | ---- | --- | ---- | --- | ---- |
| 2022–23 | 新北國王 | 3  | 02:17 | 100 | 33.33 | 0   | 0.33 | 0   | 0.33 | 0   | 2.33 |

## 外部連結
- 高承恩的Instagram帳戶
- 高承恩在fiba.basketball（英语）
- 高承恩在archive.fiba.com（存檔）（英语）
- 高承恩在P. LEAGUE+官網
- 高承恩在Eurobasket.com（球員）（英语）
- 高承恩在Proballers（英语）
- 高承恩在RealGM（英语）
- 高承恩在Flashscore（英语）